# 大沼賀世
大沼 賀世（おおぬま かよ、旧姓：酒井、昭和47年（1972年）12月10日- ）は、公益財団法人致道博物館非常勤学芸員。

## 人物
酒井忠久の長女として山形県鶴岡市に生れる。
山形県立鶴岡北高等学校を経て武蔵野女子大学、立教大学にて学び、学芸員資格を取得。帰郷。致道博物館にて学芸員として勤務する。2010年、寒河江市の老舗蔵元に嫁ぎ改姓する。

## 略歴
- 1972年（昭和47年）12月10日 - 出生。
- 1991年（平成3年） - 山形県立鶴岡北高等学校卒業。
- 1995年（平成7年） - 武蔵野女子大学（現：武蔵野大学）文学部日本文学科卒業。
- 1997年（平成9年）
  - 立教大学学校社会教育講座学芸員課程科目等履修生修了。
  - 学芸員資格取得。
  - 財団法人 致道博物館にて学芸員として勤務。
- 2004年（平成16年） - 山形県世界遺産育成プロジェクト推進委員会委員。
- 2005年（平成17年） 
  - 「読売東北ならではホームページ大賞」審査委員。
  - 6月11日『日沿道を基盤にした地域活性化のあり方』シンポジウム（秋田県）にてパネラー。
- 2006年（平成18年） 
  - 山形屋目利き委員会委員 就任。
  - 8月31日 - 平成18年度 出羽三山世界遺産育成シンポジウム（鶴岡市羽黒町）にてパネラー。
- 2007年（平成19年）3月9日 - お雛さまシンポジウム（鶴岡市）にてパネラー。
- 2008年（平成20年）
  - 5月16日 - 「やまがた観光まちづくり塾」の塾生有志によって「やまがた観光まちづくりネットワーク」が設立され、代表幹事に就任。
  - 5月29日 - 第16回環境自治体会議 ゆざ会議 第2分科会にて話題提供『不自由の中の便利と便利の中の不自由』
  - 9月11日 - 致道博物館の御隠殿で開かれた茶会で、セント・アンドリューズ伯爵（英国グレイトブリテン・ササカワ財団理事長）、ジョン・ボイド（大英博物館理事長）、笹川陽平（日本財団会長）らに、茶をたてる。
  - 10月16日 - コンパクトシティ推進研究会にて話題提供『鶴岡市の歴史等について』。
- 2009年（平成21年）
  - 2月22日 - 『第3回　みやぎ・やまがた 地域を超えてチャレンジする女性の交流会』にてパネラー。
  - 3月13日 - 大名道具収蔵館研究会（米沢市上杉博物館）にて『酒井家の雛人形・雛道具』と題して発表。
  - 3月22日 - 最上川舟運シンポジューム『雛の語り部のつどい』（村山市・楯岡地区市民センター）にて講演。
  - 9月10日 - 『日本海きらきら羽越観光画整備推進シンポジウム』（鶴岡市）にてパネラー。
  - 11月17日 - まちづくり協働講座・広域連携事業共催『景観再生によるまちづくりを考える』（東北公益文科大学大学院ホール）にて事例紹介『鶴岡の景観再生の取り組み』。

## 著作物
- 2003年（平成15年） - 『お雛さまのほほえみに魅せられて-致道博物館-』 （人形玩具学会学会誌 VOL.14 に収録）
- 2004年（平成16年） - 『「鶴岡雛物語」と「庄内雛街道」』 （『FUTURE_SIGHT』 Spring 24号 発行：荘内銀行 に収録）
- 2009年（平成21年） - 『映画が発信する庄内の魅力』 （『舞台評論』vol.5 発行：東北芸工大東北文化研究センター に収録）

### 共著
- 2008年（平成20年） - 『没後十年藤沢周平読本』 高橋義夫、中村明、蒲生芳郎、井上史雄、井上ひさし、佐伯一麦、佐藤賢一、杉村隆、奥島孝康、仲川秀樹、中村敦夫、ほか共著者多数 編纂：山形新聞社 出版：荒蝦夷

## 家族・親族
- 祖父：酒井忠明 - 旧庄内藩主酒井家17代当主
- 父：酒井忠久 - 旧庄内藩主酒井家18代当主
- 母：酒井天美 - 小泉泰子長女
- 弟：酒井忠順 - 旧庄内藩主酒井家19代

## 参考資料
- 『日本興信録』
- 『平成新修旧華族家系大成』 編纂：霞会館華族家系大成編輯委員会 出版：霞会館